# اوبرهوف، آلمان
شهر اوبرهوف، آلمان (به آلمانی: Oberhof, Germany) در ایالت تورینگن در کشور آلمان واقع شده‌است.